# 二硼化铼
二硼化铼（ReB2）是一种合成超硬材料。它首次于1962年合成，因有望达到与金刚石相若的硬度而再次受到重视。报告所声称的超高硬度受到怀疑，尽管这是一个定义问题，因为在最初的测试中二硼化铼能够刻劃金刚石。
该化合物由耐高压的铼和硼的混合物形成，其中硼与铼形成短而坚固的共价键。
二硼化铼的生产方式与其他合成超硬材料（如立方氮化硼）不同，不涉及高压处理，因此生产成本比较低。然而，铼本身是一种稀缺且昂贵的金属。

## 合成

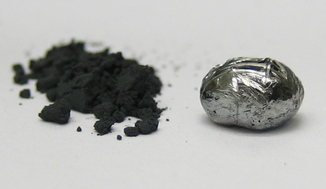
二硼化铼，ReB_{2}

在标准大气压下，ReB2可以通过至少三种不同的方法合成：固态复分解、电弧熔化和直接加热元素。
使用复分解反应时，三氯化铼和二硼化镁在惰性环境中混合加热，然后洗去副产物氯化镁。防止其他相合成（如Re7B3和Re3B）需要过量的硼。
使用电弧熔化法时，铼和硼粉在惰性环境中混合，并将强电流通过混合物。
使用直接反应法时，铼硼混合物在真空中密封，在高温下放置较长的时间（1000 °C，连续五天）。
根据X射线晶体学，最后两种方法可以直接生产ReB2，不会合成其他相。

## 性质
ReB2的硬度具有相当大的各向异性，因为它有六边形层状结构（见结构模型），其中c轴的各向异性最大。与莫氏硬度不同，ReB2的压入硬度（(HV ~ 22 GPa）远低于金刚石，与碳化钨、碳化硅、二硼化钛或二硼化锆相若。
ReB2非常坚硬有两个原因：高密度的价电子和大量的短共价键。铼是价电子密度最高的过渡金属之一（476电子/nm3，锇为572电子/nm3，而金刚石为705电子/nm3）。添加硼只需要让铼晶格扩大5%，因为较小的硼原子会填满铼原子之间的空间。此外，铼和硼的电负性很接近（鲍林标度：1.9和2.04），所以它们形成共价键，其中电子几乎平均共享。